# Egerlövő
Egerlövő is een plaats (község) en gemeente in het Hongaarse comitaat Borsod-Abaúj-Zemplén. Egerlövő telt 649 inwoners (2001).